# Cephalanthus occidentalis
Espèce
Cephalanthus occidentalis est une espèce d'arbustes de la famille des garances (Rubiaceae) qui est originaire d'Amérique du Nord. Elle a pour nom vernaculaire au Canada céphalanthe occidental,  bois noir, bois-bouton.

## Description

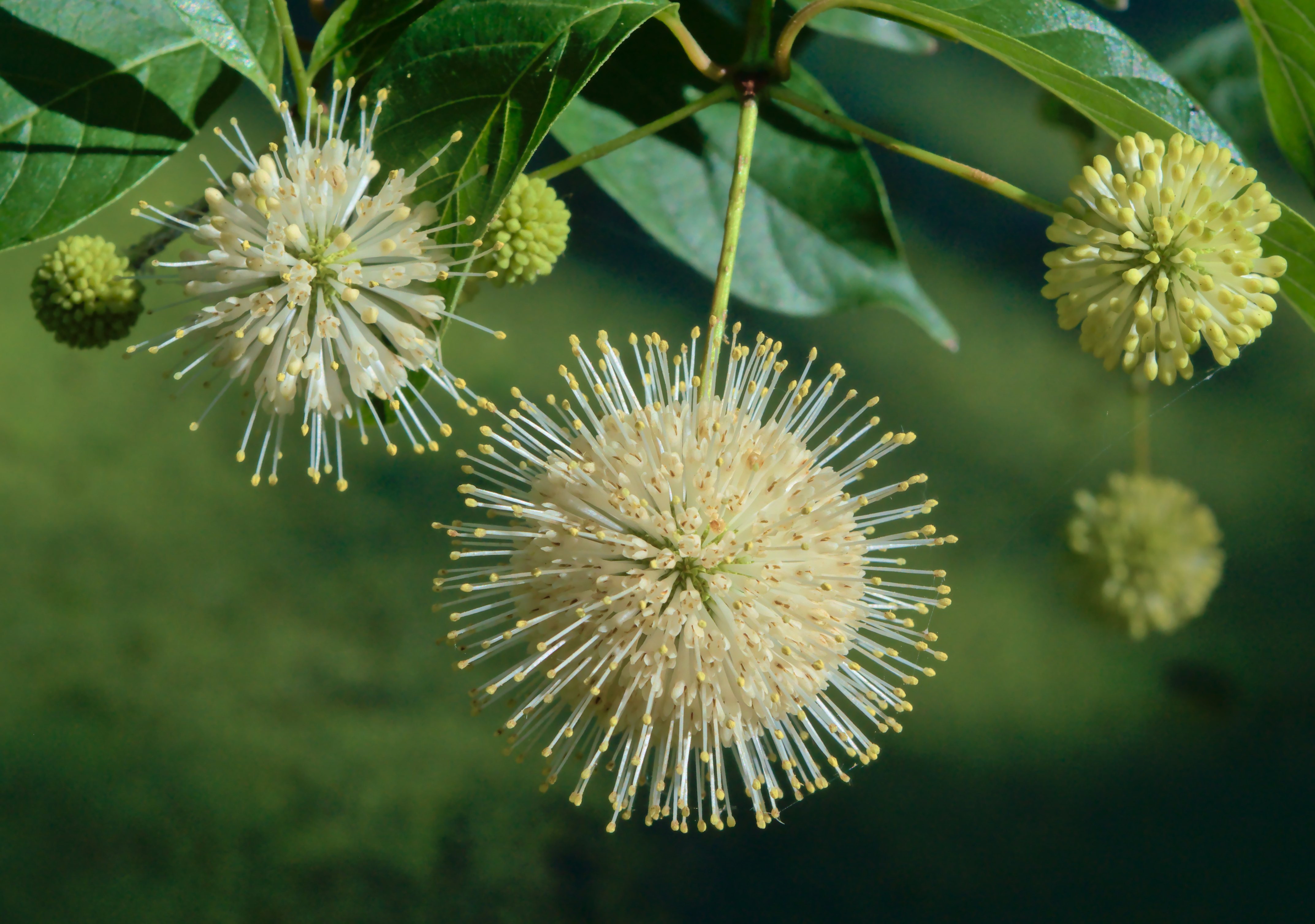
Un cephalanthus occidentalis.

C. occidentalis est un arbuste ou un petit arbre à feuillage caduc qui mesure généralement 1 à 3 m en hauteur, mais il peut atteindre jusqu'à 6 m. Les feuilles sont opposées ou disposées de manière spiralées, de forme elliptiques à ovales, mesurant 7 à 18 cm en longueur et 4 à 10 cm en largeur, avec un bord lisse et un court pétiole. Les fleurs forment une inflorescence sphérique dense de 2 à 3,5 cm en diamètre sur un court pédoncule. Chaque fleur possède une corolle quadrilobée blanche ou jaune pâle formant un long tube mince soudé aux sépales. Le stigmate dépasse légèrement de la corolle. Le fruit est une grappe sphérique d'akènes (nucules).

## Taxonomie

### Liste des sous-espèces, variétés et formes
Selon Tropicos (8 janvier 2014) (Attention liste brute contenant possiblement des synonymes) :
- sous-espèce Cephalanthus occidentalis subsp. californicus (Benth.) A.E. Murray
- sous-espèce Cephalanthus occidentalis subsp. salicifolius (Bonpl.) Borhidi & Diego
- variété Cephalanthus occidentalis var. angustifolius Dippel
- variété Cephalanthus occidentalis var. brachypodus DC.
- variété Cephalanthus occidentalis var. californicus Benth.
- variété Cephalanthus occidentalis var. macrophylla Raf.
- variété Cephalanthus occidentalis var. macrophyllus Raf.
- variété Cephalanthus occidentalis var. obtusifolius Raf.
- variété Cephalanthus occidentalis var. occidentalis
- variété Cephalanthus occidentalis var. pubescens Raf.
- variété Cephalanthus occidentalis var. salicifolius (Bonpl.) A. Gray
- forme Cephalanthus occidentalis fo. angustifolia (André) Rehder
- forme Cephalanthus occidentalis fo. lanceolatus Fernald
- forme Cephalanthus occidentalis fo. occidentalis

## C. occidentaliset l'Homme

### Usage médicinal
Le Céphalante est utilisé traditionnellement par les peuples autochtones comme tonique, fébrifuge, diurétique et apéritif. C’est l’écorce qui est utilisée. Celle-ci est également utilisée contre le diabète avant la découverte de l’insuline. 